# Hannah John-Kamen
Hannah John-Kamen (sinh ngày 6 tháng 9 năm 1989) là một nữ diễn viên người Anh. Cô được biết đến với những vai như: Ornela trong Game of Thrones, F'Nale Zandor trong Ready Player One: Đấu trường ảo và Ghost trong Người Kiến và Chiến binh Ong.